# François Englert
François baron Englert (Etterbeek, 6 november 1932) is een Belgisch theoretisch fysicus, die onder andere in 1997 de High Energy en Particle Prize van de European Physical Society kreeg, en de Wolfprijs in 2004. In 2013 kreeg hij samen met Peter Higgs de Nobelprijs voor de Natuurkunde.

## Biografie

### Jeugd
François Englert, geboren in een Joodse familie, was tijdens de Tweede Wereldoorlog een ondergedoken kind.

### Academische carrière
Englert studeerde in 1955 af als burgerlijk werktuigkundig-elektrotechnisch ingenieur aan de Université libre de Bruxelles (ULB), en behaalde een doctoraat in de fysica in 1959. Van 1959 tot 1961 werkte hij aan de Cornell-universiteit, eerst als onderzoeksassistent van Robert Brout en later als assistent-professor. Daarna keerde hij terug naar de ULB, waar hij professor werd. In 1998 ging hij met emeritaat.
Voordat hij zijn werk verrichtte inzake de theoretische voorspelling van het higgsboson was hij natuurkundige, gespecialiseerd in de vastestoffysica. Hiervoor benutte hij de theorie van de spontane symmetriebreking, die deel uitmaakt van dit domein van de natuurkunde.
Englert publiceerde op 31 augustus 1964 samen met Robert Brout een manier om de massa van elementaire deeltjes te verklaren. Het higgsboson, waarnaar sinds 2008 met de Large Hadron Collider gezocht wordt en dat daarmee ook hoogstwaarschijnlijk op 4 juli 2012 gevonden werd, is echter vernoemd naar Peter Higgs, die op 15 september 1964, dus kort na Englert en Brout, een soortgelijke theorie publiceerde. Zelf stelt hij de benaming 'scalaire boson' voor, naar het scalair veld waarin het boson zich volgens zijn theorie bevindt.
Hij is sinds 1984 ook buitengewoon Sackler-hoogleraar aan de Sackler-school voor Natuur- en Sterrenkunde bij de faculteit voor wetenschappen van de Universiteit van Tel Aviv.
In 2012 werd hij commandeur in de Mérite wallon. In 2013 werd de Nobelprijs voor natuurkunde toegekend aan Englert en de Brit Peter Higgs wordt voor hun theorie over het higgsboson, voor de theoretische ontdekking van een mechanisme dat bijdraagt aan onze kennis van de oorsprong van massa van subatomaire deeltjes, en dat werd bevestigd door de ontdekking van het voorspelde fundamentele deeltje, door de ATLAS- en CMS-experimenten in de Large Hadron Collider van CERN. Hij was daarmee de eerste Belg die de Nobelprijs voor natuurkunde ontving. Als eerbetoon werd op dezelfde dag de onderste bol van het Atomium naar Englert genoemd. Op 24 oktober 2014 werd hij opgenomen in de erfelijke Belgische adel met de persoonlijke titel van baron.

## Belangrijke wetenschappelijke prijzen
- 1978 - Eerste prijs in de International Gravity Contest (met R. Brout en E. Gunzig), uitgereikt door de Gravity Research Foundation voor de essay The Causal Universe[8]
- 1982 - Francquiprijs, uitgereikt door de Francqui-Stichting[9]
- 1997 - High energy en particle physics Prize (met R. Brout en P.W. Higgs), uitgereikt door de European Physical Society.
- 2004 - Wolf Prize in Physics (met R. Brout en P.W. Higgs), uitgereikt door de Wolf Foundation
- 2010 - J.J. Sakurai-prijs voor Theoretische Deeltjesfysica (met Gerald Guralnik, C. R. Hagen, Tom Kibble, Robert Brout en Peter Higgs), uitgereikt door de American Physical Society
- 2013 - Prins van Asturiëprijs
- 2013 - Nobelprijs voor de Natuurkunde